# Phạm Công Hùng
Phạm Công Hùng là một luật sư và Thẩm phán Tòa án nhân dân tối cao Việt Nam.

## Tiểu sử
Năm 1972, ông dừng việc học ở miền Bắc Việt Nam để nhập ngũ, tham gia Quân đội nhân dân Việt Nam.
Ông tiến vào chiến trường miền nam Việt Nam để chiến đấu với Quân đội Việt Nam Cộng hòa và Quân đội Hoa Kỳ.
Sau khi Việt Nam thống nhất, năm 1976, ông giải ngũ, trở về tiếp tục học tập và công tác ở tỉnh Phú Khánh (cũ, Khánh Hòa và Phú Yên ngày nay).
Năm 1987, ông được tổ chức điều động sang Tòa án nhân dân tỉnh Khánh Hòa.
Tại Tòa án nhân dân tỉnh Khánh Hòa, ông trải qua các chức vụ như Chánh Văn phòng, Chánh Tòa Hành chính.
Từ năm 1999, ông được Chủ tịch nước Việt Nam bổ nhiệm làm Thẩm phán Tòa án nhân dân tối cao và công tác tại Tòa Phúc thẩm Tòa án nhân dân tối cao tại Thành phố Hồ Chí Minh.
Ông nghỉ hưu từ ngày 1 tháng 6 năm 2015.
Sau khi nghỉ hưu, ông chuyển sang hành nghề luật sư.
Ông từng nhận bào chữa cho bị cáo Võ Văn Minh trong phiên tòa phúc thẩm (8/9/2016) xét xử vụ án con ruồi trong chai nước ngọt Number 1 của tập đoàn Tân Hiệp Phát. nhưng kết quả y án sơ thẩm 7 năm tù.
Ông còn nhận bào chữa cho Hoa hậu Trương Hồ Phương Nga trong vụ án cáo buộc lừa đảo Cao Toàn Mỹ vào năm 2017.
Ông hiện còn là giảng viên Học viện Tư Pháp, giảng viên Học viện Tòa án nhân dân, chuyên gia về tố tụng hành chính ngành tòa án.